# 亞布盧奇涅 (博霍杜希夫區)
50°3′48″N 35°40′12″E / 50.06333°N 35.67000°E
亞布盧奇內（烏克蘭語：Яблучне）是位於烏克蘭東部的村莊，由哈爾科夫州博霍杜希夫區的博霍杜希夫市鎮負責管轄。該村面積0.32平方公里，海拔高度182米，2001年人口18，人口密度每平方公里56人。